# دان شور
دان شور (بالإنجليزية: Dan Shor)‏ هو كاتب سيناريو وممثل أمريكي، ولد في 16 نوفمبر 1956 بنيويورك في الولايات المتحدة.

## أعمال

### أفلام
- (1992) ريد روك ويست
- (1997) اختطاف طائرة الرئيس[5][6][7]

## وصلات خارجية
- دان شور على موقع IMDb (الإنجليزية)
- دان شور على موقع روتن توميتوز (الإنجليزية)
- دان شور على موقع أول موفي (الإنجليزية)
- دان شور على موقع قاعدة بيانات الفيلم (الإنجليزية)